# Ewangelia Józefa
Ewangelia Józefa – wydany w 1927 roku apokryf Nowego Testamentu autorstwa Luigiego Moccii.

## Charakterystyka
Ten grecki apokryf jest w przeważającej mierze harmonią Ewangelii. Jego autorem miał być Józef Flawiusz. Pochodzący z III bądź IV wieku rękopis miała odkryć Helena w domu znajdującym się niedaleko Świątyni Jerozolimskiej, a później miał on zostać odkupiony przez Żydów i przekazany do Biblioteki Aleksandryjskiej. Utwór został rzekomo odkryty w Rzymie w 1927 roku. W rzeczywistości utwór napisał sam Moccia, chcący spopularyzować jedną ze swoich publikacji. Cechą charakterystyczną apokryfu jest zastosowanie współczesnej interpunkcji greckiej.